# 2 أغسطس
- السبت
- الأحد
- الاثنين
- الثلاثاء
- الأربعاء
- الخميس
- الجمعة

- 261 صفر 1447  هـ
- 272 صفر 1447  هـ
- 283 صفر 1447  هـ
- 294 صفر 1447  هـ
- 305 صفر 1447  هـ
- 316 صفر 1447  هـ
- 17 صفر 1447  هـ
- 28 صفر 1447  هـ
- 39 صفر 1447  هـ
- 410 صفر 1447  هـ
- 511 صفر 1447  هـ
- 612 صفر 1447  هـ
- 713 صفر 1447  هـ
- 814 صفر 1447  هـ
- 915 صفر 1447  هـ
- 1016 صفر 1447  هـ
- 1117 صفر 1447  هـ
- 1218 صفر 1447  هـ
- 1319 صفر 1447  هـ
- 1420 صفر 1447  هـ
- 1521 صفر 1447  هـ
- 1622 صفر 1447  هـ
- 1723 صفر 1447  هـ
- 1824 صفر 1447  هـ
- 1925 صفر 1447  هـ
- 2026 صفر 1447  هـ
- 2127 صفر 1447  هـ
- 2228 صفر 1447  هـ
- 2329 صفر 1447  هـ
- 241 ربيع الأول 1447  هـ
- 252 ربيع الأول 1447  هـ
- 263 ربيع الأول 1447  هـ
- 274 ربيع الأول 1447  هـ
- 285 ربيع الأول 1447  هـ
- 296 ربيع الأول 1447  هـ
- 307 ربيع الأول 1447  هـ
- 318 ربيع الأول 1447  هـ
- 19 ربيع الأول 1447  هـ
- 210 ربيع الأول 1447  هـ
- 311 ربيع الأول 1447  هـ
- 412 ربيع الأول 1447  هـ
- 513 ربيع الأول 1447  هـ

2 أغسطس أو 2 آب أو يوم 2 / 8 (اليوم الثاني من الشهر الثامن) هو اليوم الرابع عشر بعد المئتين (214) من السنوات البسيطة، أو اليوم الخامس عشر بعد المئتين (215) من السنوات الكبيسة وفقًا للتقويم الميلادي الغربي (الغريغوري). يبقى بعده 151 يوما لانتهاء السنة.

## أحداث
- 338 ق.م. - انتصار الجيش المقدوني بقيادة فيليب الثاني على القوات المشتركة لأثينا وطيبة في معركة خيرونيا، مما أظهر الهيمنة المقدونية في اليونان وبحر إيجة.
- 216 ق.م. - انتصار الجيش القرطاجي بقيادة حنبعل على الجيش الروماني في معركة كاناي.
- 1274 - عودة إدوارد الأول ملك إنجلترا من الحملة الصليبية التاسعة، وتتويجه بعد سبعة عشر يوماً.
- 1377 - هزيمة القوات الروسية على يد قوات الحشد الأزرق في معركة نهر بيانا.
- 1798 - انتصار الأسطول البريطاني على الأسطول الفرنسي في معركة أبي قير البحرية، ضمن معارك الحملة الفرنسية على مصر.
- 1776 - توقيع إعلان استقلال الولايات المتحدة رسمياً.
- 1790 - إجراء أول تعداد سكاني بالولايات المتحدة، وبلغ عدد السكان وقتها 3,929,326 نسمة.
- 1830 - تشارلز العاشر ملك فرنسا يتخلى عن العرش لصالح حفيده هنري.
- 1858 - صدور قانون من البرلمان البريطاني بتصفية أعمال شركة الهند الشرقية البريطانية؛ وحلول حكومة الهند لتمثيل أعمالها.
- 1870 - افتتاح تاور سابواي، أول خط سكة حديد تحت الأرض في العالم في لندن بالمملكة المتحدة.
- 1903 - بدء انتفاضة إيليندن–بريوبراجينيه ضد الإمبراطورية العثمانية.
- 1914 - ألمانيا تجتاح دوقية لوكسمبورغ وتوجه إنذارًا لبلجيكا أثناء الحرب العالمية الأولى.
- 1916 - الحرب العالمية الأولى: التخريب النمساوي أدى إلى غرق السفينة الحربية الإيطالية ليوناردو دا فينشي في تارانتو.
- 1918 - أول إضراب عام في التاريخ الكندي، في مدينة فانكوفر.
- 1922 - إعصار يضرب شانتو بجمهورية الصين، مما أسفر عن مقتل أكثر من 50,000 شخص.
- 1921 - الزعيم السوفيتي فلاديمير لينين يوجه نداءً للدول الصناعية لمساعدة بلاده المهددة بخطر المجاعة بسبب تراجع إنتاج المحاصيل الزراعية فيها، وعصبة الأمم ترفض نداءه وتحمل حكومته مسئولية هذا الوضع.
- 1932 - اكتشف كارل دي أندرسون للبوزيترون (الجسيم المضاد للإلكترون).
- 1934 - أدولف هتلر يصبح قائداً لألمانيا.
- 1939 - إرسال ألبرت أينشتاين وليو زيلارد رسالة إلى رئيس الولايات المتحدة فرانكلين روزفلت، يحثانه فيها على بدء مشروع مانهاتن لإنتاج سلاح نووي.
- 1940 - حكومة فيتشي الفرنسية تصدر حكمًا غيابيًا بالإعدام على الجنرال شارل ديغول وذلك أثناء الحرب العالمية الثانية.
- 1944 - إنشاء جمهورية مقدونيا الاشتراكية.
- 1945 - الحرب العالمية الثانية: انتهاء انعقاد مؤتمر بوتسدام.
- 1945 - ألمانيا الشرقية تنفصل عن ألمانيا الاتحادية.
- 1947 - تحطم طائرة أفرو لانكسترين تابعة لشركة الخطوط الجوية البريطانية الأمريكية الجنوبية في أحد الجبال أثناء رحلة من بوينس آيرس بالأرجنتين إلى سانتياغو بتشيلي. وتم العثور على الحطام عام 1998.
- 1956 - البرلمان الفرنسي يعلن معارضته لقيام مصر بتأميم قناة السويس وانضمت فرنسا بذلك إلى المملكة المتحدة وإسرائيل.
- 1964 -(حادث خليج تونكين) زوارق طوربيد تابعة لفيتنام الشمالية تهاجم المدمرة الأمريكية يو إس إس مادوكس (USS Maddox)(هجوم مشكوك في صحته) ليترتب على ذلك التدخل الأمريكي بالحرب الفيتنامية.
- 1968 - زلزال يضرب مقاطعة أورورا بالفلبين مما أسفر عن مقتل أكثر من 270 شخصاً وجرح 261 شخصاً.
- 1973 - حريق يقتل 51 شخصاً في مركز سمرلاند الترفيهي في دوغلاس بجزيرة مان.
- 1980 - انفجار قنبلة في محطة السكك الحديدية في بولونيا بإيطاليا، مما أسفر عن مقتل 85 شخصاً وإصابة أكثر من 200.
- 1984 - الصين والمملكة المتحدة تتفقان على عودة مستعمرة هونغ كونغ إلى الحكم الصيني عام 1997.
- 1989 - قبول باكستان في رابطة دول الكومنولث بعد أن استعادت الديمقراطية لأول مرة منذ عام 1972.
- 1989 - تم تنفيذ مذبحة من قبل قوة حفظ السلام الهندية في سريلانكا مما أسفر عن مقتل 64 مدنياً من عرقية التاميل.
- 1990 - القوات المسلحة العراقية تغزو الكويت وتحتلها لفترة 7 أشهر.
- 1992 - إجراء أول انتخابات رئاسية في كرواتيا وذلك بعد انفصالها عن يوغوسلافيا.
- 1999 - وقوع كارثة قطار غيسال التي أودت بحياة 285 شخصاً في آسام بالهند.
- 2005 - تحطم رحلة الخطوط الجوية الفرنسية رقم 358 على مدرج مطار تورونتو بيرسون الدولي بكندا، مما تسبب في اشتعال النيران في الطائرة، وأدى إلى إصابة 12 شخصاً بجروح وبدون وفيات.
- 2008 - اغتيال المستشار الأمني للرئيس السوري بشار الأسد العميد محمد سليمان.
- 2009 -
  - الحكم على نائب رئيس الوزراء العراقي الأسبق طارق عزيز بالسجن سبع سنوات لدوره في التهجير القسري للأكراد أثناء فترة حكم الرئيس صدام حسين.
  - الشرطة الإسرائيلية توصي بتوجيه اتهامات بالتزوير إلى وزير الخارجية أفيجدور ليبرمان.
- 2012 - الإعلان عن تشكيل الحكومة المصرية الأولى بعد انتخاب الرئيس محمد مرسي برئاسة هشام قنديل.
- 2013 - الجيش التونسي يقصف المحمية الطبيعية جبل الشعانبي بالطائرات والمدفعية، وذلك بعد أحداث جبل الشعانبي.
- 2014 - انفجار مصنع في كونشان بالصين، والذي نجم عنه قتل ما لا يقل عن 146 شخصاً وجرح أكثر من 114 شخصاً.
- 2017 - القصر الملكي البريطاني يُعلن تقاعد الأمير فيليب دوق إدنبرة زوج الملكة إليزابيث الثانية عن أداء مهامه الملكيَّة بعد أن بلغ السادسة والتسعين.

## مواليد
- 1612 - ساسكيا فان يولنبرج، زوجة الرسام الهولندي رامبرانت.
- 1696 - السلطان محمود الأول، السلطان العثماني ال25.
- 1815 - أدولف فريدريش فون شاك، شاعر ومؤرخ ألماني.
- 1824 - فريديريك أوغست بارتولدي، نحات فرنسي قام بصنع تمثال الحرية.
- 1868 - الملك قسطنطين الأول، ملك اليونان.
- 1923 - شمعون بيريز، رئيس إسرائيل حاصل على جائزة نوبل للسلام عام 1994.
- 1925 - خورخه فيديلا، رئيس الأرجنتين.
- 1926 - رشدي أباظة، ممثل مصري.
- 1931 - فيليام ستشرويف، لاعب كرة قدم تشيكوسلوفاكي.
- 1932 - بيتر أوتول، ممثل أيرلندي.
- 1941 -
  - جول هوفمان، عالم فرنسي في علم المناعة حاصل على جائزة نوبل في الطب عام 2011.
  - فابيو تيستي، ممثل إيطالي.
- 1946 - محمد العربي، ممثل مصري.
- 1958 - شو هايامي، ممثل أداء صوتي ياباني.
- 1962 - سينثيا ستيفنسون، ممثلة أمريكية.
- 1964 - ماري-لويز باركر، ممثلة أمريكية.
- 1968 - ستيفان ايفنبرغ، لاعب كرة قدم ألماني.
- 1969 - فرناندو كوتو، لاعب كرة قدم برتغالي.
- 1972 - محمد الدعيع، حارس مرمى كرة قدم سعودي.
- 1975 -
  - مينيرو، لاعب كرة قدم برازيلي.
  - عزيز إسكندر، ممثل سوري.
- 1976 - سام ورذينجتن، ممثل أسترالي.
- 1977 - إدوارد فورلونغ، ممثل أمريكي.
- 1980 - إيفيكا بانوفيتش، لاعب كرة قدم كرواتي.
- 1982 - هيلدر بوستيغا، لاعب كرة قدم برتغالي.
- 1984 - جيامباولو بازيني، لاعب كرة قدم إيطالي.
- 1985 - حمد العماني، ممثل كويتي.
- 1986 - وليد جاسم، لاعب كرة قدم قطري.
- 1988 -
  - ناير، مغنية أمريكية.
  - عبد الله المشنوق، صحفي وسياسي لبناني.

## وفيات
- 1100 - الملك وليام الثاني، ملك إنجلترا.
- 1589 - الملك هنري الثالث، ملك فرنسا.
- 1849 - محمد علي باشا، حاكم مصر ومؤسس الأسرة العلوية.
- 1922 - ألكسندر غراهام بيل، مخترع الهاتف.
- 1923 - وارن هاردن، رئيس الولايات المتحدة.
- 1934 - المشير باول فون هيندنبورغ، رئيس ألمانيا الثاني.
- 1976 - فريتز لانغ، مخرج سينمائي نمساوي.
- 1990 - الشيخ فهد الأحمد الجابر الصباح، أحد أبرز الشخصيات الرياضية في الخليج وآسيا.
- 1996 - محمد فرح عيديد، رئيس الصومال.
- 2008 - محمد سليمان، عسكري سوري.
- 2009 - شفيق الحوت، سياسي وكاتب فلسطيني.
- 2011 -
  - سلطانة بنت تركي السديري، أميرة سعودية.
  - فؤاد غازي، مغني سوري.
  - باروج بيناسيراف، عالم أمريكي في علم المناعة حاصل على جائزة نوبل في الطب عام 1980.
- 2012 - عبد الكريم الأشموري، ممثل ومؤلف يمني.
- 2016 - أحمد زويل، عالم كيميائي مصري حاصل على جائزة نوبل في الكيمياء عام 1999.
- 2021 - فاطمة الركراكي، ممثلة مغربية.

## أعياد ومناسبات
- عيد الجمهورية (جمهورية شمال مقدونيا).
- يوم المظليين (روسيا).
- يوم القوات الجوية المتنقلة (أوكرانيا).
- يوم السينما الأذربيجانية (أذربيجان).
- عيد سيدة الملائكة (كوستاريكا).

## وصلات خارجية
- وكالة الأنباء القطريَّة: حدث في مثل هذا اليوم.
- النيويورك تايمز: حدث في مثل هذا اليوم.
- BBC: حدث في مثل هذا اليوم.